# جولی فائودی
جولی فائودی (انگلیسی: Julie Foudy؛ زادهٔ ۲۳ ژانویهٔ ۱۹۷۱) یک بازیکن فوتبال اهل ایالات متحده آمریکا است. 
وی همچنین در تیم ملی فوتبال ایالات متحده آمریکا بازی کرده است.